# Очеретувате (Токмацька міська громада)
Очеретува́те — село в Україні, у Токмацькій міській громаді Пологівського району Запорізької області. Населення становить 658 осіб. До 2020 року орган місцевого самоврядування — Токмацька міська рада.

## Географія
Село Очеретувате розташоване за 3 км від правого берега річки Бандурка, за 4,5 км від села Новомихайлівка, за 18 км на північний схід від міста Токмака. Селом тече пересихаюча річка Очеретовата (притока Чингула) із загатою. Через село проходить автошлях регіонального значення  Р85.

## Історія
Село засноване у 1786 році переселенцями зі слободи Очеретуватої (нині у складі Кременчуцького району Полтавської області). Під час Голодомору 1932—1933 років, за свідченнями очевидців, загинуло 350 мешканців села.
12 червня 2020 року, відповідно до розпорядження Кабінету Міністрів України № 713-р «Про визначення адміністративних центрів та затвердження територій територіальних громад Запорізької області», Токмацька міська рада увійшла до складу Токмацької міської громади.
19 липня 2020 року, в результаті адміністративно-територіальної реформи та ліквідації Токмацького району, село увійшло до складу новоутвореного Пологівського району.
28 лютого 2022 року село тимчасово окуповане російськими загарбниками в ході повномасштабного вторгнення в Україну.

## Населення

### Мова
Розподіл населення за рідною мовою за даними перепису 2001 року:
| Мова       | Кількість | Відсоток |
| ---------- | --------- | -------- |
| українська | 620       | 94.22%   |
| російська  | 25        | 3.80%    |
| білоруська | 13        | 1.98%    |
| Усього     | 658       | 100%     |

## Економіка
- Фермерське господарство «Україна».

## Об'єкти соціальної сфери
- Середня загальноосвітня школа.
- Дитячий дошкільний навчальний заклад.
- Будинок культури.
- Амбулаторія.